# Icecast
 (août 2020).
Icecast est un logiciel libre (sous licence GPL) de type serveur de diffusion de flux (streaming), audio et vidéo. Il permet donc à partir d'un ordinateur (sous Windows, GNU/Linux, Mac OS X ou autre) de diffuser de la musique et des vidéos à des logiciels « clients » (lecteurs audio ou multimédias), au travers d'Internet ou d'un intranet (réseau local). Il génère également une interface web dynamique qui permet d'administrer le serveur.
Il existe plusieurs autres logiciels serveurs comparables ; Real Server (de RealNetworks), Windows Media, QTSS (QuickTime Streaming Server (en)), SHOUTcast, Flash Media Server (fms),  Darwin...
Le projet Icecast est géré par la fondation Xiph.org, qui mène des projets de codecs audio/vidéo libres, tels que les très répandus Ogg, Theora ou Speex.

## Précisions techniques
Le projet est constitué de trois composants logiciel principaux :
- icecast, le logiciel serveur qui diffuse les données audio aux auditeurs.
- libshout, une bibliothèque logicielle permettant aux applications clientes de communiquer avec les serveurs Icecast.
- IceS, un logiciel qui envoie les données audio aux serveurs Icecast. Le logiciel DarkIce, extérieur au projet peut également remplir ce rôle.

Le serveur se configure à l'aide de fichiers XSL et XML.
Le serveur icecast est capable de produire un flux dans les formats suivants à travers les protocoles HTTP et HTTPS :
- Audio : Ogg (Vorbis, Opus, Speex, CELT), AAC, MP3, Skype SILK.
- Vidéo : Ogg Theora, WebM, Nullsoft Streaming Video (en).

Il est également compatible avec le protocole ShoutCast. Un système icecast est constitué d'un ou plusieurs logiciels clients "source" qui diffusent une source (fichier musical, enregistrement live, flux,...) vers un serveur. Les auditeurs du flux se connectent au serveur avec un client (par exemple XMMS, AIMP, Foobar2000, Winamp), et reçoivent le flux audio qu'ils peuvent alors écouter. Le site icecast.org maintient une liste de clients sources et de lecteurs compatibles (voir liens externes).